# Victoria University (Melbourne)
La Victoria University (VU) è un'università pubblica situata a Melbourne, nello Stato di Victoria, in Australia. Conta circa 45.000 studenti, di cui circa 15.000 stranieri.

## Storia
Fu fondata nel 1916 come Footscray Technical School. Nel corso dei successivi 70 anni è cresciuta notevolmente, con diversi cambiamenti di nome e annessioni di altri istituti di insegnamento nei dintorni di Melbourne.
Nel 1990 il Parlamento dello Stato di Victoria le diede lo status di università, con il nome "Victoria University of Technology". Nel corso dello stesso anno la legge fu emendata e fu adottato il nome attuale di "Victoria University".